# Causa sui
L'espressione latina causa sui o causa sui ipsius, tradotta alla lettera, significa "causa di sé", o "causa di se medesimo", e viene riferita in ambito filosofico al prodursi di una realtà assoluta, che non dipende da nient'altro al di fuori di sé.

## Utilizzo
L'espressione viene usata da Baruch Spinoza per una definizione «geometrica della sostanza, cioè Dio, indicata come una realtà oggettiva che essendo «in sé e per sé» è necessariamente la «causa prima» di se stessa. In lei coincidono in un unico punto causa ed effetto, essendo allo stesso tempo madre e figlia: altrimenti sarebbe effetto di una causa che viene prima di lei, ed allora non sarebbe più la prima, come deve essere per l'unica sostanza.
Spinoza argomenterà infatti che la ragione per cui Dio esiste si trova in Dio stesso (prova ontologica a priori), a differenza dell'uomo, che non avendo in sé la propria ragion d'essere, esiste per volere di un ente necessario (prova a posteriori). 
La distinzione tra l'essenza e l'esistenza, tra pensiero e realtà, non vale quindi per la sostanza, perché essa non appena viene pensata immediatamente esiste: la sua essenza implica necessariamente l'esistenza. 
Pensiero ed esistenza sono solo due modi di cogliere l'unica realtà che è la sostanza. «Causa sui» vuol dire allora che essa è unica, e non essendoci un'altra realtà che possa limitarla è quindi anche infinita ed indivisibile, perché se fosse divisibile non sarebbe più una ma molteplice.

## Contesto filosofico
L'Assoluto come causa di sé appartiene essenzialmente alla tradizione filosofica del neoplatonismo, inaugurata da Plotino, il quale per spiegare l'origine della molteplicità a partire dall'Uno, lo concepisce non come una realtà statica e definita una volta per tutte, perché in tal caso significherebbe oggettivarlo e renderlo conoscibile, bensì concependolo come dynamis o volizione infinita, come attività mai conclusa che genera continuamente se stessa, e oggettivandosi crea il mondo.
La processione o emanazione dell'essere scaturisce da uno stato di estasi auto-contemplativa; estasi significa appunto "uscire fuori di sé". L'Uno trabocca per la sua abbondanza, ma non perché ne abbia bisogno: Egli è del tutto autosufficiente, essendo appunto causa di sé. Il donare, piuttosto, fa parte della sua natura, come un'energia che si sprigiona da sé, come il profumo da un corpo o la luce da una sorgente, generando in maniera assolutamente disinteressata e involontaria gli stadi a sé inferiori.
L'Uno come Potenza sarà ripreso dalla filosofia cristiana di Agostino d'Ippona, della scolastica neoplatonica, e di Cusano. Il termine Potenza viene inteso da costoro non in senso aristotelico, come mero passaggio all'atto (essendo l'Uno già del tutto autosufficiente in quanto causa di sé), bensì come l'Atto stesso, in quanto capacità dinamica di donare all'infinito la propria natura. Il concetto fu espresso ad esempio da Nicola Cusano nel significato teologico di Dio come posse ipsum, scilicet omnis posse, «potere stesso, cioè il potere di ogni potere».
La causa sui per i neoplatonici è dunque come un cerchio bipolare, che permea di sé tanto il macrocosmo quanto il microcosmo, articolandosi ma restando semplice, in maniera simile a un organismo vivente. La ricerca della pietra filosofale nel Rinascimento nasceva dalla medesima esigenza di ricercare l'origine e la matrice di ogni realtà, con cui riprodurre l'universo a partire dalla sostanza primigenia (quintessenza), che si tenta di riprodurre in laboratorio tramite appunto la creazione di un agente catalizzatore.  L'uroboro che divora se stesso e rinasce da se stesso divenne così uno dei simboli dell'alchimia e dei cicli della natura.
Il concetto sarà ripreso in età romantica dagli idealisti tedeschi, e successivamente dall'attualismo di Giovanni Gentile, per il quale il prodursi dello Spirito come causa sui ipsius (autoctisi) coincide con l'atto del pensiero per cui l'Io pensa se stesso e al contempo anche il mondo, in un ciclo perenne mai concluso, nel quale il pensiero attuale di adesso include il passato e il futuro: l'ora attuale del pensiero cioè non è compresa tra prima e dopo, ma comprende la totalità del tempo, e quindi è eterno, un eterno divenire.  
L'atto, per Gentile, nega se stesso nel fatto, ma quest'ultimo rimane pur sempre un momento indispensabile della dialettica pensante, e le fornisce combustibile nella misura in cui paradossalmente viene negato.